# 1997 en musique classique
| \| • Retour à la chronologie générale de la musique classique • \| |
| Grèce • Rome • Haut Moyen Âge • VIIIe siècle • IXe siècle • Xe siècle • XIe siècle XIIe siècle • XIIIe siècle • XIVe siècle • XVe siècle • XVIe siècle • XVIIe siècle XVIIIe siècle • XIXe siècle • XXe siècle • XXIe siècle |
| • Retour à la chronologie générale de la musique classique • |

| Années en musique classique : 1994 - 1995 - 1996 - 1997 - 1998 - 1999 - 2000    |
| Décennies en musique classique : 1960 - 1970 - 1980 - 1990 - 2000 - 2010 - 2020 |

## Événements

### Créations
- 9 janvier : La Symphonie no 7 de Krzysztof Penderecki, créée à Jérusalem.
- 15 février : Quatuor à cordes n°2 de Bruno Giner par le quatuor Arditti, Paris, Radio France, Festival Présences
- 11 septembre : La Symphonie no 9 de Hans Werner Henze, créée par le chœur de Radio Berlin et l'Orchestre philharmonique de Berlin dirigé par Ingo Metzmacher.
- 2 octobre : La Symphonie no 4 de  Georges Enesco, créée par l'Orchestre philharmonique de Bucarest placé sous la baguette de Christian Mandeal.

### Autres
- 1er janvier : concert du nouvel an de l'orchestre philharmonique de Vienne au Musikverein, dirigé par Riccardo Muti.

- Catalogue des œuvres de Leoš Janáček établi par Nigel Simeone, John Tyrrell, et Alena Němcová.
- Fondation du Quatuor Aviv.

## Prix
- Martin Fröst (Suède) remporte le 1er prix de clarinette du Concours international d'exécution musicale de Genève.
- Nikolaj Znaider remporte le 1er prix de violon du Concours musical international Reine-Élisabeth-de-Belgique.
- Per Tengstrand remporte le 1er prix de piano du Concours international de piano de Cleveland.
- Helmut Lachenmann reçoit le prix Ernst von Siemens.
- Eric Ericson reçoit le Prix Polar Music.
- Detlef Kraus, pianiste, reçoit le prix Brahms.
- András Schiff reçoit le Léonie Sonning Music Award.
- René Clemencic reçoit le prix de la ville de Vienne pour la musique.
- Simon Bainbridge reçoit le Grawemeyer Award pour Ad Ora Incerta -- Four Orchestral Songs from Primo Levi.
- Xavier Montsalvatge reçoit le Prix national de musique de Catalogne.

## Naissances
- 20 mai : Alexandre Kantorow, pianiste français.
- 15 décembre : Eric Lu, pianiste américain.

## Décès

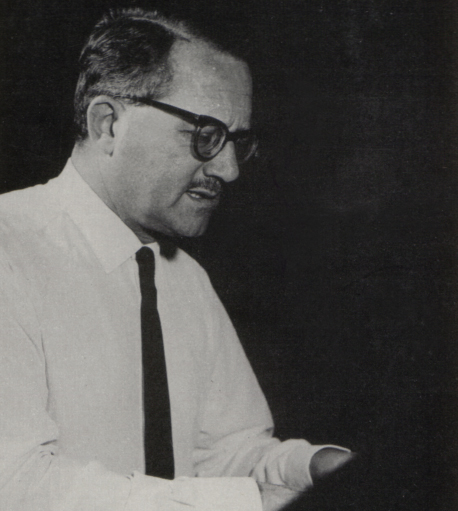
Michel Briguet

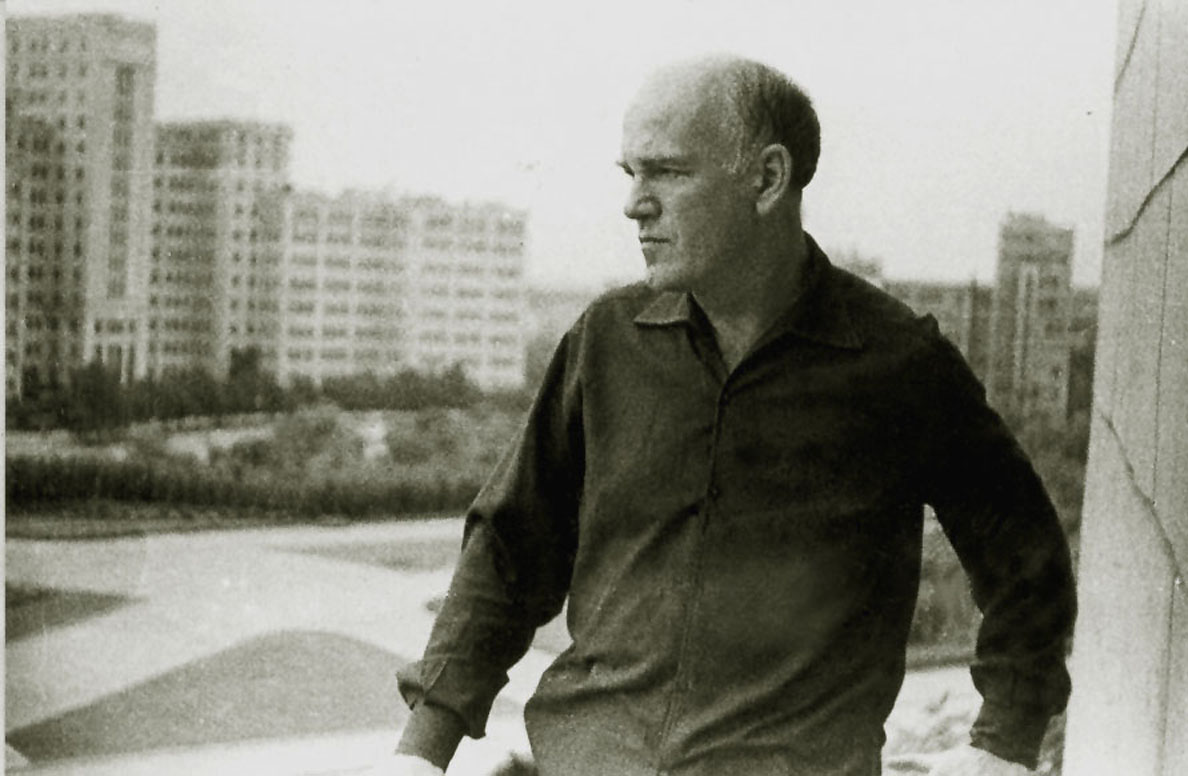
Sviatoslav Richter

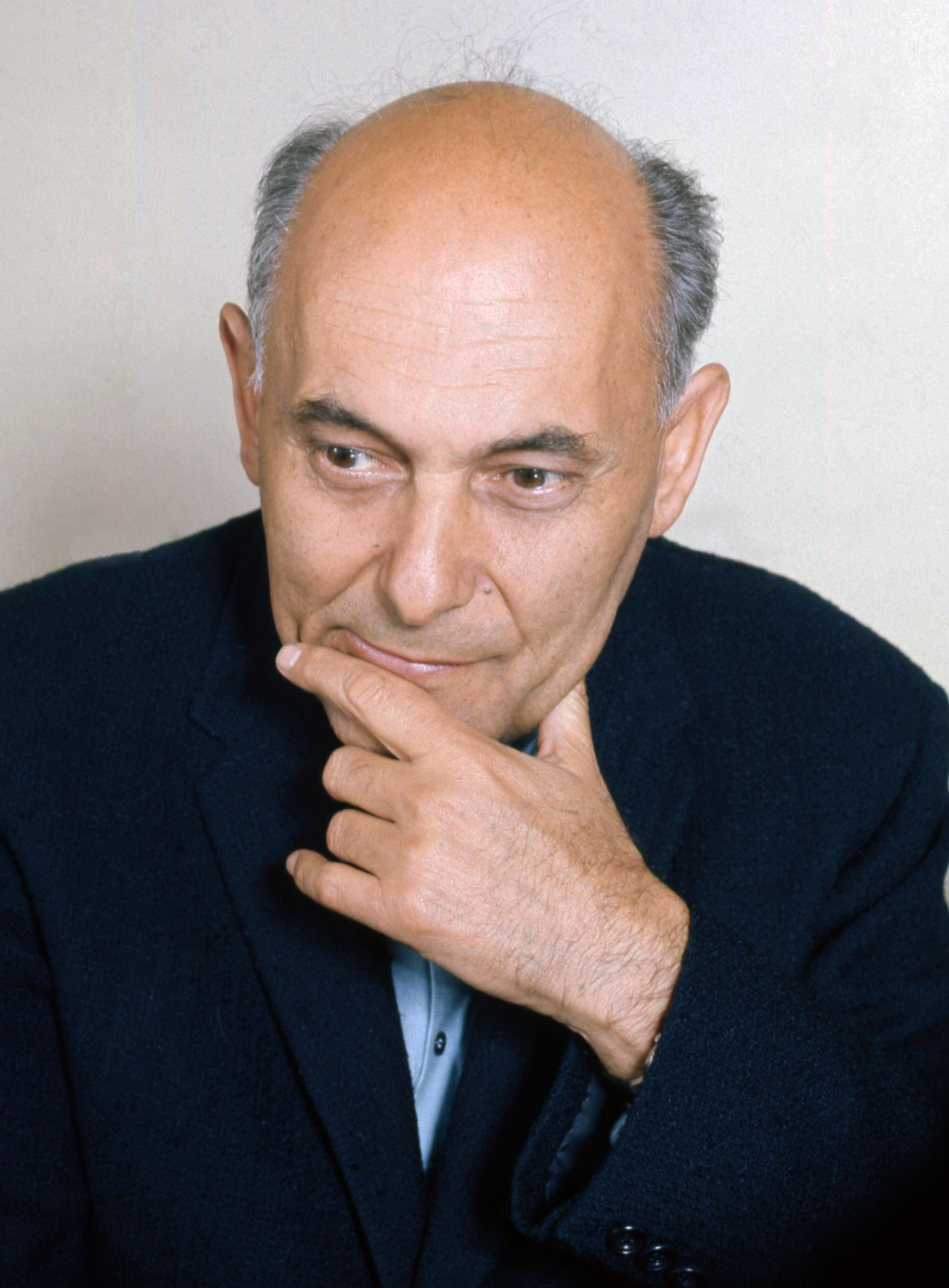
Sir George Solti

- 1er janvier : Caspar Diethelm, compositeur suisse (° 31 mars 1926).
- 7 janvier : Sándor Végh, violoniste et chef d'orchestre hongrois naturalisé français (° 17 mai 1912).
- 17 janvier : Lucienne Radisse, violoncelliste et actrice française (° 4 décembre 1899).
- 18 janvier : Myfanwy Piper, critique d'art et librettiste d'opéra anglaise (° 28 mars 1911).
- 28 janvier :
  - Raya Garbousova, violoncelliste américaine née russe (° 25 septembre 1909)
  - Edmond de Stoutz, chef d'orchestre suisse (° 18 décembre 1920).
- 31 janvier : Jean Giroud, organiste et compositeur français (° 19 avril 1910).
- 7 février : Daniil Chafran, violoncelliste russe (° 13 janvier 1923).
- 13 février : Esteban Sánchez, pianiste et compositeur espagnol (° 26 avril 1934).
- 14 février : Lélia Gousseau, pianiste et pédagogue française (° 11 février 1909).
- 18 février : Antonio de Almeida, chef d’orchestre et musicologue français d’ascendance américaine et portugaise (° 20 janvier 1928).
- 19 février : Jarmil Burghauser, compositeur, chef d'orchestre et musicologue tchèque (° 21 octobre 1921).
- 3 mars : Finn Høffding, compositeur danois (° 10 mars 1899).
- 4 mars : József Simándy, chanteur d'opéra hongrois (° 18 novembre 1916).
- 8 mars : Vera Moore, pianiste originaire de Nouvelle-Zélande (° 15 août 1896).
- 9 mars : Marcel Naulais, clarinettiste et chef d'orchestre français († 30 septembre 1923).
- 24 mars : Marcelle de Lacour, claveciniste française (° 6 novembre 1896).
- 10 avril : Toshirō Mayuzumi, compositeur japonais (° 20 février 1929).
- 24 avril : Robert Erickson, compositeur américain (° 7 mars 1917).
- 3 mai : Narciso Yepes, guitariste espagnol (° 14 novembre 1927).
- 5 mai : 
  - Michel Briguet, musicien, pianiste, musicologue et pédagogue français (° 23 août 1918).
  - Tolia Nikiprowetzky, un compositeur français d'origine russe et un ethno-musicologue (° 25 septembre 1916).
- 9 mai : 
  - Willy Hess, musicologue spécialiste de l'œuvre de Beethoven et compositeur suisse (° 12 octobre 1906).
  - Marie-Thérèse Paquin, professeur et pianiste québécoise (° 4 juillet 1905).
- 10 juin : Berthe Monmart, cantatrice (° 11 mai 1921).
- 21 juin : Karl Ridderbusch, chanteur lyrique basse allemand (° 29 mai 1932).
- 19 juillet : Rosario Mazzeo, clarinettiste américain (° 5 avril 1911).
- 30 juillet : Giuseppe Anedda, mandoliniste et professeur de musique classique italien (° 1er mars 1912).
- 1er août : 
  - Sviatoslav Richter, pianiste russe (° 20 mars 1915).
  - Berta Alves de Sousa, compositrice et pianiste portugaise (° 8 avril 1906).
- 4 août : Libero de Luca, ténor suisse (° 19 mars 1913).
- 7 août : Elisabeth Höngen, mezzo-soprano allemande (° 7 décembre 1906).
- 10 août : Conlon Nancarrow, compositeur américain, naturalisé mexicain (° 27 octobre 1912).
- 15 août : Lubka Kolessa, pianiste ukrainienne (° 19 mai 1902).
- 5 septembre : Georg Solti, chef d'orchestre britannique d'origine hongroise (° 21 octobre 1912).
- 10 septembre : Jacques Leguerney, compositeur français (° 19 novembre 1906).
- 25 septembre : Jean Françaix, compositeur français (° 23 mai 1912).
- 27 septembre : Walter Trampler, virtuose de l'alto et de la viole d'amour (° 25 août 1915).
- 10 octobre : George Malcolm, pianiste, organiste, compositeur, claveciniste et chef d'orchestre anglais (° 28 février 1917).
- 18 octobre : Trude Eipperle, soprano allemande (° 27 janvier 1908).
- 19 octobre : Francisco Guerrero Marín, compositeur espagnol de musique contemporaine (° 7 juillet 1951).
- 22 octobre : Robert Soetens, violoniste français (° 19 juillet 1897).
- 13 novembre : André Boucourechliev, compositeur français (° 28 juillet 1925).
- 16 novembre : Maurice Cliquennois, clarinettiste français (° 15 octobre 1913).
- 21 novembre : Robert Simpson, compositeur britannique (° 2 mars 1921).
- 21 décembre : Joseph Ahrens, organiste et compositeur allemand (° 17 avril 1904).
- 27 décembre : Buxton Orr, compositeur britannique (° 18 avril 1924).
- 28 décembre :
  - Henry Barraud, compositeur français (° 23 avril 1900).
  - Doda Conrad, chanteur basse polonais naturalisé américain (° 19 février 1905).